# Ронкаде
Ронка̀де (на италиански: Roncade; на венециански: Roncàe, Ронкае) е град и община в Северна Италия, провинция Тревизо, регион Венето. Разположен е на 8 m надморска височина. Населението на общината е 14 096 души (към 2013 г.).